# الوريثة (فلم)
الوريثة (بالإنجليزية: The Heiress) هو فيلم دراما تم إنتاجه في الولايات المتحدة وصدر في سنة 1949. الفيلم من إخراج وليام يلر.

## ترشيحات وجوائز
| السنة | الحدث | الفئة             | النتيجة  |
| ----- | ----- | ----------------- | -------- |
|       |       | أوسكار أحسن ممثلة | فـــــوز |

## الميزانية والإيرادات
بلغت تكلفة إنتاج الفيلم حوالي 2.6 مليون دولار بينما حقق أرباحا تقدر بـ 2.3 مليون دولار (rentals).

## وصلات خارجية
- مقالات تستعمل روابط فنية بلا صلة مع ويكي بيانات